# Wilhelmstraße (Heilbronn)
Die Wilhelmstraße ist eine Straße in Heilbronn. Sie bildet eine Verkehrsader in nord-südlicher Richtung. An der Wilhelmstraße sind zahlreiche historische Gebäude erhalten geblieben, die mittlerweile großenteils unter Denkmalschutz stehen.

## Lage und Verkehr
Die Wilhelmstraße verläuft als Einbahnstraße vom ehemaligen Fleinertor in Richtung Süden bis zum Rathenauplatz. Sie quert unter anderem die Südstraße. Ab dieser Kreuzung bis zu ihrem Ende am Rathenauplatz bildet sie einen Teil der B 27, jedoch wegen der Einbahnstraßenregelung nur in südlicher Richtung. Die B 27 in nördlicher Richtung wird von der Urbanstraße gebildet. 
Am Rathenauplatz teilen sich die Verkehrsströme. In Richtung Flein führt als Verlängerung der Wilhelmstraße die Charlottenstraße, in Richtung Sontheim die Sontheimer Straße, die die Fortsetzung der B 27 bildet. Die Wilhelmstraße wird sowohl vom privaten als auch vom öffentlichen Personennahverkehr genutzt.

## Geschichte
Die Wilhelmstraße ist eine historische Verkehrsachse Heilbronns. Vom Fleinertor aus, der ehemaligen Stadtgrenze, nahm sie den Verkehr in Richtung Flein, Lauffen und Stuttgart auf. Anfang des 19. Jahrhunderts wurde die alte Stadtbefestigung beseitigt. Louis de Millas plante das „Nivellement der Staatsstraße vom Fleinerthor bis an den sogenannten Steinweg“. Ab dem Abriss der Befestigung und vor allem um die Mitte des 19. Jahrhunderts wurde hauptsächlich das Gartengelände an der Wilhelmstraße bis etwa zur Südstraße mit Villen bebaut, von denen zwischen Wollhausplatz und Südstraße etliche erhalten geblieben sind. Gefördert wurde die Bebauung in Erwartung des geplanten Bahnhofes, der ursprünglich südlich der Heilbronner Altstadt angelegt werden sollte, aber dort dann nie errichtet wurde. Unter anderem geht der heute als Technisches Rathaus genutzte Wilhelmsbau an der Ecke zur Cäcilienstraße auf jene Zeit zurück. Die südliche Hälfte zwischen Südstraße und Rathenauplatz wurde in der zweiten Hälfte des 19. Jahrhunderts mit Wohn- und Geschäftshäusern bebaut. Da dieser Teil Heilbronns von den Luftangriffen während des Zweiten Weltkriegs weniger stark betroffen war als die sich nördlich anschließende Altstadt, haben sich viele Bauwerke aus dem 19. Jahrhundert in der Wilhelmstraße erhalten. Laut Denkmaltopographie hat sich „die einst noble Straße durch wachsende Verkehrsbelastung und den Bau von Einkaufszentren in ihrer Funktion radikal gewandelt.“ Das Nordende der Wilhelmstraße mit dem Fleiner Platz wurde beim Bau des Wollhauszentrums in den frühen 1970er Jahren vollkommen umgestaltet. Die östliche Bebauung der südlichen Hälfte der Wilhelmstraße besteht überwiegend aus modernen Gewerbebauten.

## Name
Die Wilhelmstraße trägt ihren Namen mit Unterbrechungen seit 1840/41; sie ist nach dem württembergischen König Wilhelm I. benannt. 1938 wurde sie in Wiener Straße umbenannt, nach dem Zweiten Weltkrieg erhielt sie 1945 ihren alten Namen zurück, wurde aber 1947/48 für kurze Zeit mit dem Namen Tübinger Straße versehen, ehe sie wiederum Wilhelmstraße genannt wurde.

## Bauwerke und Unternehmen

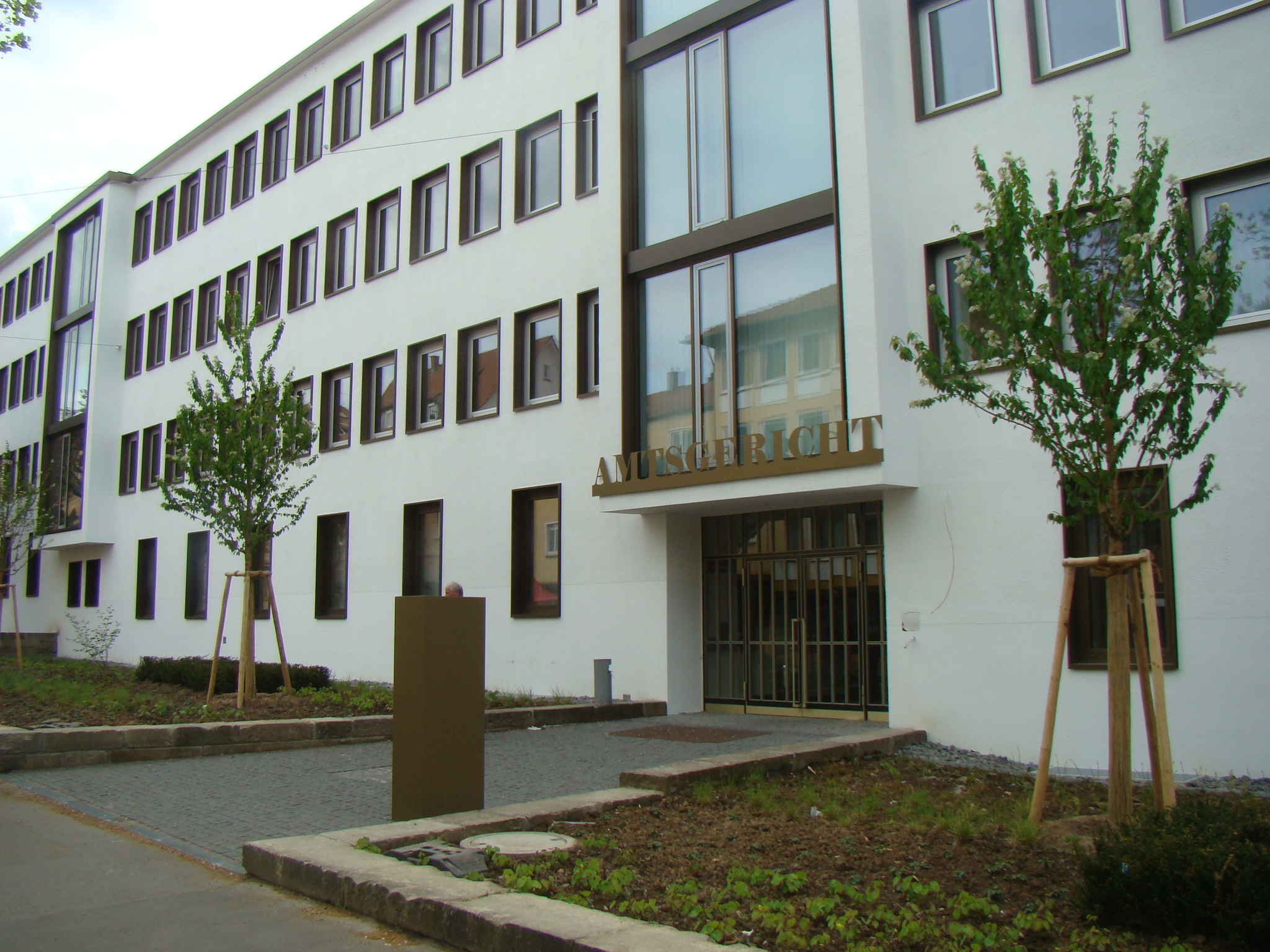
Amtsgericht in der Wilhelmstraße 2–6

- Wilhelmstraße 1 war einst am Fleiner Platz gelegen, den man beim Bau des Wollhauszentrums und der Änderung der Straßenführung in diesem Bereich aufgab. Wilhelmstraße 1/1 war ein Reithaus, das auch als Zirkushalle genutzt werden konnte. Es stammte von Louis de Millas. In der Zeit nach dem Zweiten Weltkrieg befand sich an der Adresse Wilhelmstraße 1 eine Esso-Großtankstelle.
- In der Wilhelmstraße 2–6 ist das Amtsgericht Heilbronn ansässig, die Nrn. 8–12 belegt das Landgericht Heilbronn. Wilhelmstraße 4 war einst Sitz der Kartonhülsen- und Papierwarenfabrik Dr. Steinau & Brandt. Das Haus Wilhelmstraße 8 ließ sich der Bankier Hugo von Rümelin von Ernst Walter und Karl Luckscheiter bauen. In Nr. 10 war von 1876 bis 1891 die Nebenstelle Heilbronn der Reichsbank ansässig. Die Gebäude wurden im Zweiten Weltkrieg zerstört, daraufhin hat man die heutigen Gerichtsgebäude errichtet.
- In Wilhelmstraße 3 war nach dem Zweiten Weltkrieg zunächst die Flaschnerei Egerter, bevor bis in die 1960er Jahre dort das Einrichtungshaus Fromm errichtet wurde.
- In Wilhelmstraße 5 befand sich seit der Zeit nach dem Zweiten Weltkrieg das Papier- und Bürowarengeschäft Schneider, im Hinterhaus eine zugehörige Druckerei und Buchbinderei. Heute befindet sich in Nr. 5 ein Friseur.
- Die Villa Goppelt in der Wilhelmstraße 7 ist ein klassizistischer Bau von Louis de Millas. Nr. 7 und 7a gehörten einst dem jüdischen Ehrenbürger Max Rosengart. Die Gebäude kamen 1937 in den Besitz der Stadt Heilbronn und gehören heute zum Technischen Rathaus im benachbarten Wilhelmsbau.

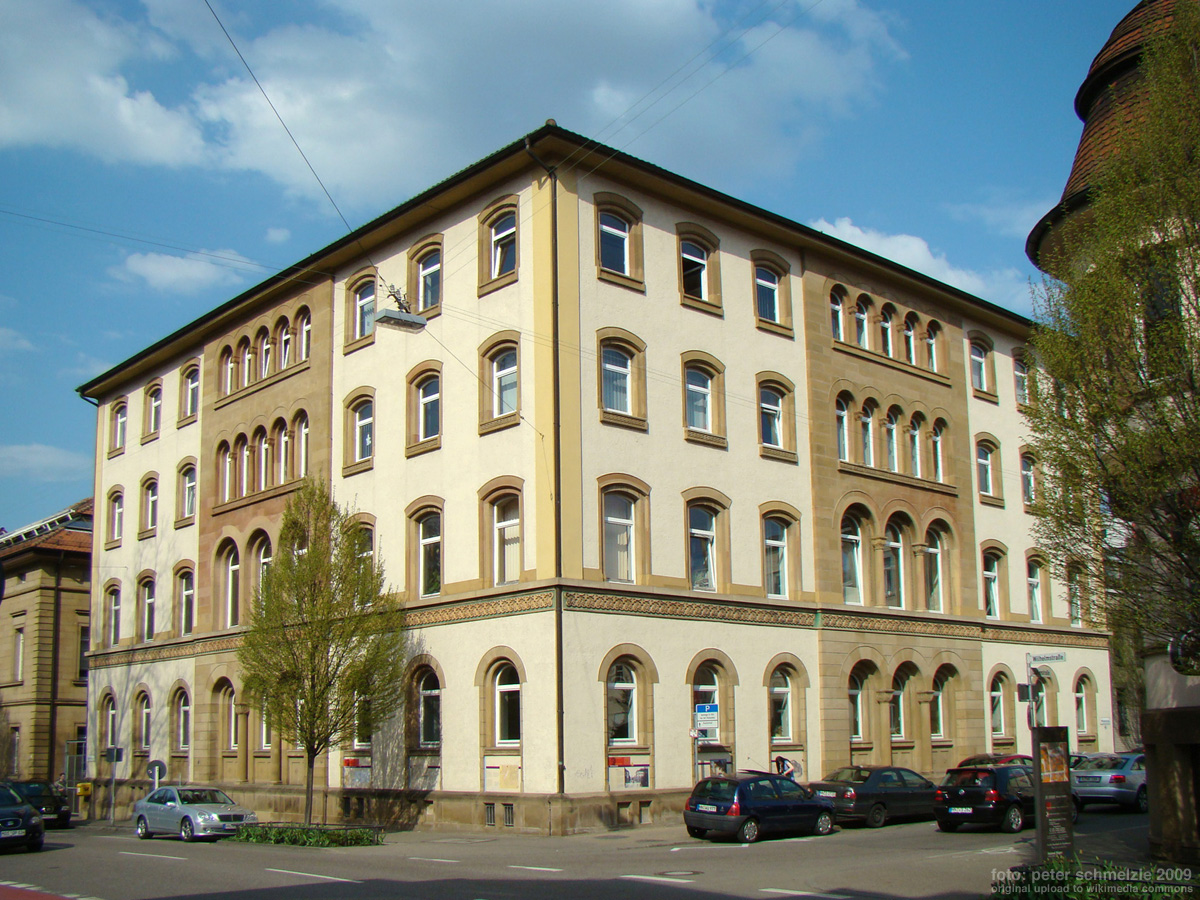
Wilhelmsbau in der Wilhelmstraße 9

- Das Haus Wilhelmstraße 9 erbaute Heinrich Cluss. Das nach dem Bauherrn Clussbau und nach der Straße Wilhelmsbau genannte Gebäude wurde 1901 von der Stadt Heilbronn erworben, aufgestockt und seitdem als Verwaltungsgebäude genutzt.
- Die Villa Kübel, Wilhelmstraße 11, stammt ebenfalls von Louis de Millas und besitzt eine nachträglich angebaute Gartenveranda, die von Walter und Luckscheiter geplant wurde.
- Die klassizistische Villa Zapf in der Wilhelmstraße 13 wurde nach Plänen des Heilbronner Architekten Franz Weisert errichtet. Nach dem Zweiten Weltkrieg war das Gebäude Sitz der Polizeidirektion, heute wird es gastronomisch genutzt.
- In Nr. 14/1 befand sich 1950 die Farbengroßhandlung von Carl Haering, später die Spielwarenhandlung Jurkowski.
- In Nr. 15 war nach dem Zweiten Weltkrieg die Bäckerei von Gustav Fuchß.
- Werkmeister Gieß plante das Haus in der Wilhelmstraße 16 selbst. Es zeigt spätklassizistische und Neorenaissanceformen.

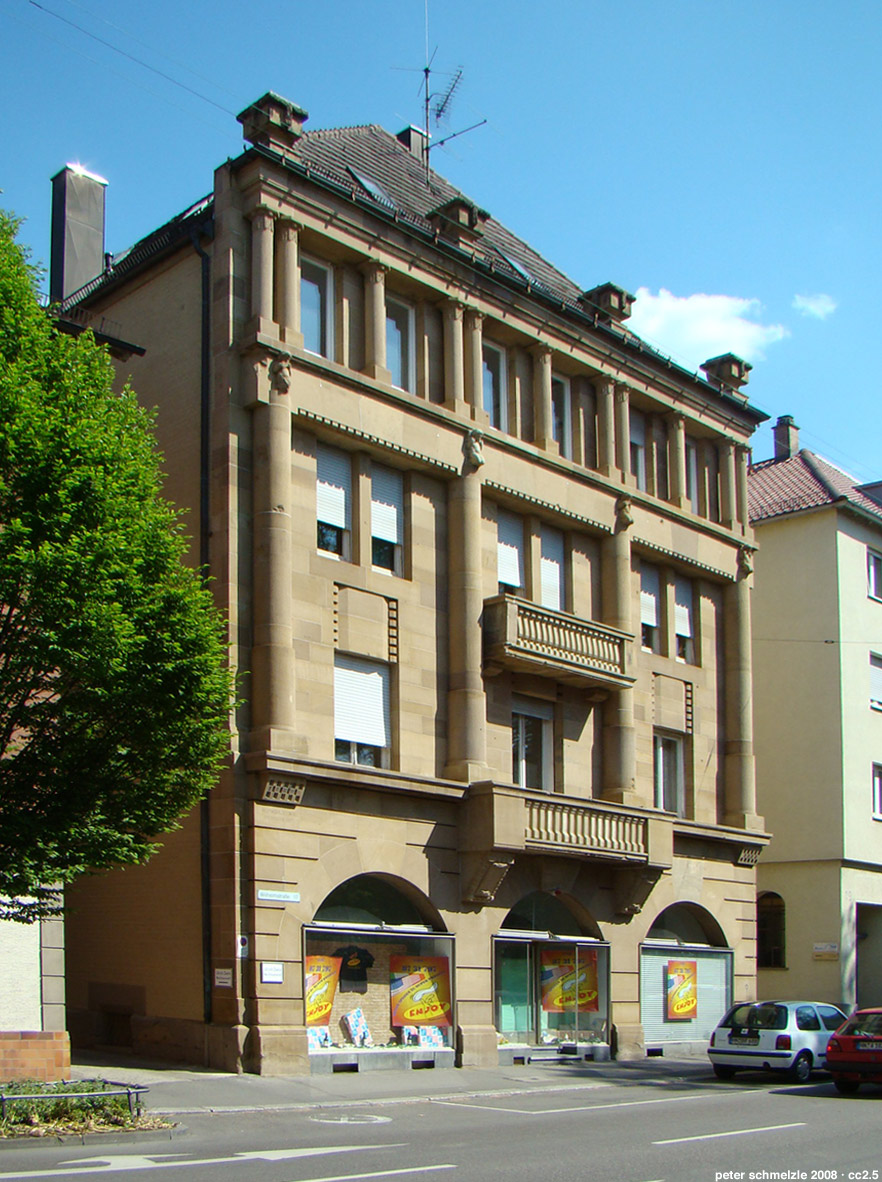
Wilhelmstraße 17

- Das Wohn- und Geschäftshaus in der Wilhelmstraße 17 stammt von den Architekten Beutinger & Steiner und besitzt eine reich geschmückte Sandsteinfassade.
- Das Amtsgebäude des evangelischen Dekanats in der Wilhelmstraße 18 wurde nach Plänen des Stadtbaumeisters Gustav Wenzel errichtet[4] und nach dem Krieg wieder in seiner alten Gestalt aufgebaut.
- Nr. 19 war 1950 ein reines Geschäftshaus. Darin befanden sich die Wirtschaft Staufenberg von der Hausbesitzerin Julie Hoch, der Lederwarenladen von Georg Röhrig, ein Damen-Kosmetikstudio von Elsbeth Düllmann und die Nähmaschinen- und Fahrradhandlung von Fritz Langenfelder. Später waren Wohnungen und Büros vermietet. Die Graphiker Bruno Velten und Gerhard Binder lebten in dem Gebäude und betrieben dort ihre Bürogemeinschaft Velten-Binder.
- In der Wilhelmstraße 21 gab es ab 1904 ein Elektrofachgeschäft. Im Obergeschoss wohnte 1950 der Stadtrat Otto Läpple. Später wurde das Gebäude von der Altersschutz-Versicherung, von der Arzneimittelgroßhandlung Andreae-Noris Zahn und von Ärzten genutzt, außerdem befand sich darin die Stern-Apotheke.
- Nr. 22 befand sich 1950 die Gold- und Silberschmiede von Eugen Faßbender, außerdem waren zwei Leder- und Textilhändler eingemietet, später die Express-Reinigung von Josef Jeser.
- Nr. 23 mit 23/1 und 23/2 befand sich 1950 das Autohaus Heermann. In Nr. 23/2 waren mehrere Wohnungen vermietet.
- In Nr. 24 war von 1920 bis 1944 der Friseursalon Billing zu finden. Ewald Billing war zuvor Theaterfriseur in Hannover gewesen. In der Nachkriegszeit gehörte das Gebäude dem Schreiner Karl Fromm. Im Erdgeschoss waren Geschäftsräume der Unterländer Raumkunst oHG Gebrüder Fromm, im ersten Stock war das Parapack-Institut der Gebrüder Weber. 1961 betrieb S. Latasch darin das Tanzcafé Palette, im ersten Oberstock hatte die Deutsche Buch-Gemeinschaft ihre Bücherstube. Latasch wechselte später in den Anbau des nahe gelegenen Gebäudes Sontheimer Str. 9 und betrieb dort den Imbiss im Heilbronner Rotlichtviertel. Im Haus Wilhelmstraße 24/1 war eine Filiale der Buchgroßhandlung Umbreit, im zweiten Oberstock eine Filiale der Berlitz Sprachschulen.

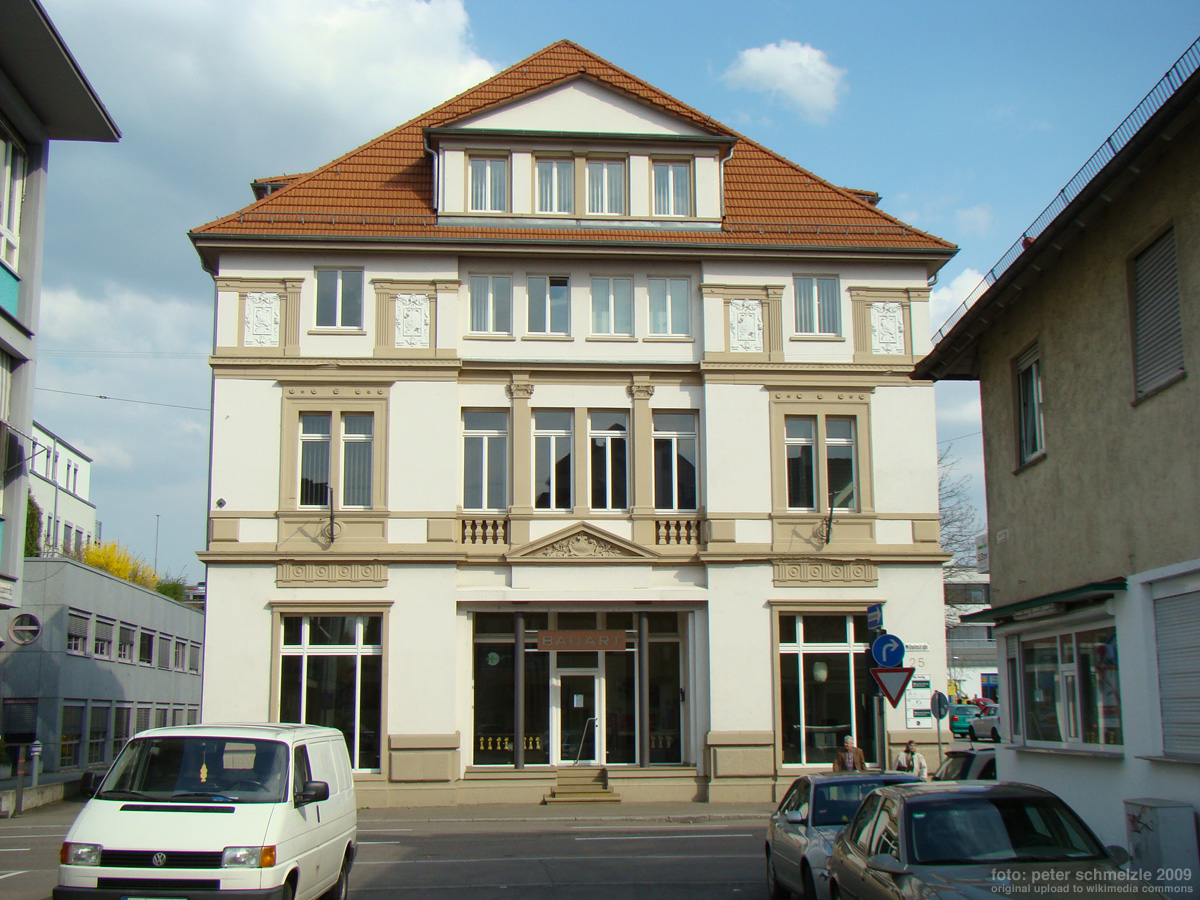
Villa Seelig in der Wilhelmstraße 25

- Die Villa Seelig in der Wilhelmstraße 25 geht auf einen Entwurf von Robert von Reinhardt zurück. Das Gebäude war die Direktorenvilla für die benachbarte Kaffeemittelfabrik Seelig und diente später wechselnden Wohn- und Gewerbezwecken, zeitweise nutzen auch städtische Ämter Räume im Gebäude.
- Nr. 26 gehörte einst Richard und Gertrud Oppenheimer. Im Anbau war 1950 das Fleisch- und Wurstwarenunternehmen von Gustav Neutz. 1961 hatte das Autohaus Heermann das Anwesen gekauft und war mit der Verwaltung dorthin gewechselt.
- In der Wilhelmstraße 27 hatte Emil Seelig seine Zichorienkaffeefabrik, später Kaffeemittelfabrik Seelig & Diller. Nach dem Ende des Unternehmens erwarb das Autohaus Heermann auch dieses Grundstück und vermietete es. Unter anderem waren dort dann der Funkstreifendienst der Polizei, das städtische Ausgleichsamt und ein Feuerwehrhaus. In den Nebengebäuden waren zeitweise eine Arztpraxis, ein Büro des Deutschen Roten Kreuzes und Wohnungen. Im Jahr 2018 erwarb die Dieter-Schwarz-Stiftung das Grundstück, ließ das Gebäude abreißen und errichtete darauf den Apartment-Komplex W27, in dem seit März 2020 insgesamt 212 Kleinwohnungen vorrangig an Studierende vermietet werden.[5]
- In Nr. 28 befand sich 1950 Hefe-, Obst und Gemüsehandlung von Karl Heinrich, die Lebensmittelhandlung von Emil Hagenmeyer und die Papiergroßhandlung von Eugen Dierolf.
- Nr. 30 mit Nebengebäuden war 1950 im Besitz der Erben von Emil Hagenmeyer. In Nr. 30 war erst der Bürstenwarenladen von Josefine Hoppe und dann der Textilwarenladen von Anton Essig, außerdem die Färberei-Annahme von Paul Romahn, in 30/1 hatte Erich Beitler längere Zeit eine Schneiderwerkstatt. Außerdem waren zahlreiche Wohnungen vermietet.
- Nr. 32 war 1950 das Gebäude von Bäckerei Schlipf, außerdem betrieb Helene Sailer darin einen Blumenladen, der später von Hellmut Schneider fortgeführt wurde.
- In Nr. 33 hatte die Firma Krämer & Flammer Büros, in Nr. 35 ihre Seifenfabrik. Das Flammer-Gelände wurde später mit dem City-Süd-Center überbaut.
- In Nr. 34 betrieb Karl Opper Die Vitrine, außerdem war dort die Obst- und Gemüsehandlung Hildmann.
- Das Haus Wilhelmstraße 36a erhielt später die Adresse Südstraße 49. Professor Hermann Stockmayer aus Stuttgart ließ 1869 das Haus errichten, in dem später das Pensionat der Witwe Kozel untergebracht wurde. Ein sogenanntes Werkbundhaus, das 1931 noch auf dem schmalen Nebengrundstück errichtet werden sollte, kam nicht zur Ausführung. Das Pensionat Kozel ist nicht erhalten geblieben; an der Ecke Wilhelmstraße/Südstraße ist mittlerweile der Arbeiter-Samariter-Bund ansässig.
- In der Wilhelmstraße 40 befand sich nach dem Zweiten Weltkrieg die Metzgerei Fröschle, bevor 1969 die Metzgerei Klumpp, die zuvor in der Südstraße 43 ansässig war, das Geschäft übernahm. Außerdem befand sich dort die Tierarztpraxis von Gustav Uhland und waren in Nr. 40 und 40/1 zahlreiche Wohnungen vermietet.

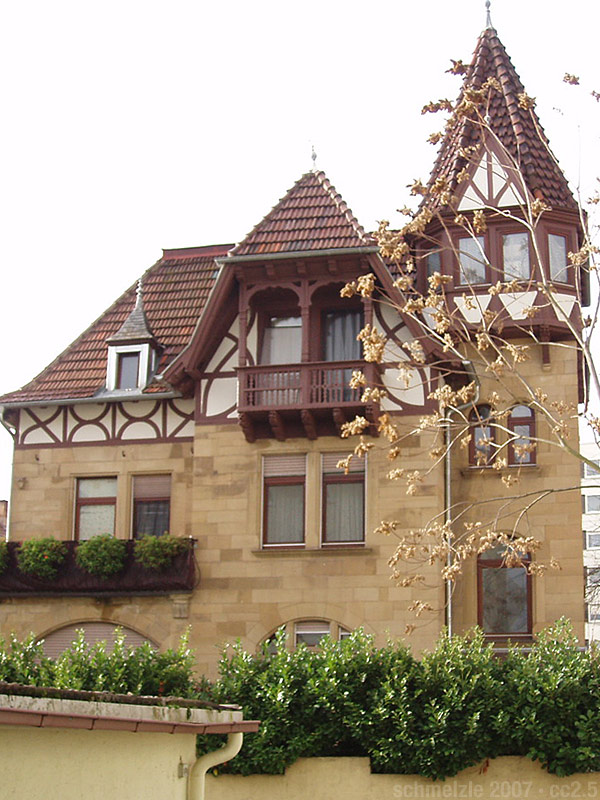
Wilhelmstraße 42

- Romantisch ist die Villa Eckert in der Wilhelmstraße 42 gestaltet. Das Haus ist in zweiter Reihe von der Straße weggerückt und weist ein Türmchen auf. Im Gebäude befand sich neben Wohnungen auch das Sanitätshaus Düringer.
- Nr. 43 war nach dem Zweiten Weltkrieg das Gebäude der Bäckerei Stirn, die von Franz Jilek weitergeführt wurde.
- Nr. 45 war nach dem Zweiten Weltkrieg ein reiner Geschäftsbau, in dem 1950 Paula Gerstlauer ein Hutgeschäft, die Deutsche Hochsee-Fischerei AG eine Fischverkaufsstelle und Robert Model ein Textilgeschäft besaßen. 1961 waren dort neben dem Textilgeschäft Model eine Gardinenspannerei und eine Wäscherei-Annahmestelle.

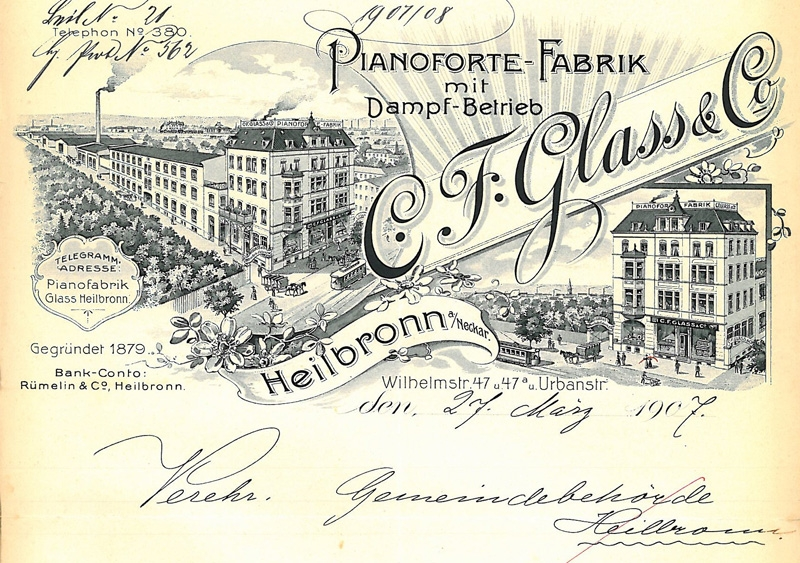
Briefkopf von C. F. Glass & Co. aus dem Jahr 1907 mit Ansicht der Wilhelmstraße

- Das Haus Wilhelmstraße 47 wurde einst für die Klavierfabrik C. F. Glass & Co. errichtet, die zuvor im Wilhelmsbau untergebracht gewesen war. 1930 wurde es von der Edeka-Gruppe gekauft, die es auch nach dem Zweiten Weltkrieg weiter nutzte. Außerdem waren darin 1950 die Orthopädiemechaniker-Werkstätte von Franz Bedenk, das Bekleidungshaus Hippel, das Reformhaus von Eugen Horch und mehrere Wohnungen. 1961 wurde das Haus außer von Edeka und einem Handelsvertreter nur noch zu Wohnzwecken genutzt.
- In Wilhelmstraße 50 befand sich 1950 die Capri-Drogerie von Raffaele Navazcio, später kam das Café Milano von Carlo Lotito dazu und nutzte die Lohnsteuerstelle des Finanzamts mehrere Obergeschosse.
- Wilhelmstraße 51 wurde nach dem Krieg als Sitz der Briefhüllenfabrik Wilhelm Pfau in veränderter Form wieder aufgebaut.
- Die Wohn- und Geschäftshäuser Wilhelmstraße 52, 54 und 56 entwarf August Dederer. Die späthistoristischen Fassaden sind aufwändig gestaltet. Nr. 52 gehörte in der Nachkriegszeit einem Schlosser, der im Hinterhaus seine Werkstatt hatte. Nr. 54 gehörte einst den jüdischen Papiergroßhändlern Berthold und Ludwig Marx, die im Dritten Reich enteignet wurden. Apotheker Koch kaufte das Haus von den Erben und richtete darin die Rosenapotheke ein. In Nr. 56 befand sich die Gemischtwarenhandlung Model, außerdem eine Bauschlosserei, ein Bauunternehmen und ein Bürobedarfshändler. Heute ist das Gebäude Redaktionssitz des HANIX-Gesellschaftsmagazins.
- In Wilhelmstraße 53 war das Fotostudio von Albert Zern.
- Das Hotel Hubmann in der Wilhelmstraße 58 wurde ebenfalls von August Dederer entworfen. In den frühen 1930er Jahren war dort das Kaffee-Restaurant Viktoria von Heinrich und Emilie Hiller. Das Gebäude wurde aus dem Besitz der SPD-nahen Vereinsdruckerei von den Nationalsozialisten enteignet und später restituiert. Das Erdgeschoss wird bis heute gastronomisch genutzt.
- Im Haus Nr. 60 betrieben Emma und Max Riedt in der Nachkriegszeit einen Lebensmittelhandel und eine Garngroßhandlung, später war in dem Gebäude die Nikolai-Drogerei.
- Im Haus Nr. 62 war 1950 das Schmuckgeschäft von Juwelier Robert Luithle, später eine chemische Reinigung.
- Das Haus Wilhelmstraße 64 wurde vom Architekten Schulz für den Herdfabrikanten Franz Schafferdt geplant. Nach dem Zweiten Weltkrieg befand sich darin eine Metzgerei. Als sich am Rathenauplatz ab den 1970er Jahren das Heilbronner Rotlichtviertel etablierte, wurde das Ladengeschäft im Erdgeschoss zur Kneipe umgebaut.
- Mit neogotischer Bauplastik ist das Haus Wilhelmstraße 66 geschmückt, das Architekt Friedrich Schneider entwarf. In der Nachkriegszeit war darin eine Obst- und Gemüse- sowie eine Lebensmittelhandlung, später wurde das Erdgeschoss wie das des Nachbarhauses zur Kneipe umgebaut.
- Heinrich Stroh entwarf das Hotel Europäischer Hof in der Wilhelmstraße 68 an der Ecke zum Rathenauplatz für Heinrich Schlette. Zu Zeiten des Rotlichtviertels am Rathenauplatz war darin ein Früh- und Nachtlokal.
- Einige Gebäude jenseits des Rathenauplatzes gehörten ursprünglich noch zur Wilhelmstraße, wurden dann jedoch der Charlottenstraße zugeschlagen. Aus der Wilhelmstraße 76 wurde die Charlottenstraße 12, aus Wilhelmstraße 78 wurde Charlottenstraße 14.